# Henri Lloyd
Henri Lloyd er et engelsk tøjmærke grundlagt i Manchester af Henri Strzelecky i 1963. Tøjet var til sejlere og  var til meget våde forhold, men i 1997 begyndte firmaet at producere modetøj med stor succes. 
Mærket blev i juni 2019 købt af det svenske investeringsfirma Aligro Group, hvorefter mærket blev redesignet og fokuseret mod europæiske sejlere. Mærket blev i 2022 købt af den norske kapitalfond Monte Rosa Capital, der tillige er indehaver af bl.a. tøjmærkerne Helly Hansen og Rossignol.